# Yusef Benibrahim
Yusef Benibrahim (19 de julio de 1983) es un deportista marroquí que compitió en atletismo adaptado. Ganó una medalla de plata en los Juegos Paralímpicos de Pekín 2008 en la prueba de 5000 m (clase T13).

## Palmarés internacional
| Juegos Paralímpicos | Juegos Paralímpicos | Juegos Paralímpicos | Juegos Paralímpicos |
| Año                 | Lugar               | Medalla             | Prueba              |
| ------------------- | ------------------- | ------------------- | ------------------- |
| 2008                | Pekín (China)       | Medalla de plata    | 5000 m T13          |